# Il petauro dello zucchero
Il petauro dello zucchero. Dizionario essenziale per non diventare come quello là è un libro umoristico di Gene Gnocchi, pubblicato nel 2017 per La nave di Teseo. 

Il libro si propone come dizionario comico su molteplici voci racchiuse in nove categorie. Nella prefazione l'autore spiega: 
«Questo lavoro nasce per venire incontro alle esigenze molteplici di coloro che non ce la fanno più a sopportare quello là. […] Con queste pagine noi iniziamo a dire basta. Non diventeremo come quello là.»
Nell'intervista rilasciata alla trasmissione televisiva Dimartedì, condotta da Giovanni Floris, Gene Gnocchi spiega perché e cosa significa "quello là":
«Quello là è uno che mi sta particolarmente sulle scatole, che non dirò mai neanche sotto tortura. Dirò solo che è passato più di una volta nei tuoi talk-show. Però ognuno di noi ha un "quello là", qualcuno che sta particolarmente antipatico.»

## Sommario
- Zoologia
- Geografia
- Scienze
- Medicina
- Alimentazione
- Sport
- Tecnologia
- Burocrazia
- Attualità

## Edizioni
- Gene Gnocchi, Il petauro dello zucchero. Dizionario essenziale per non diventare come quello là, La nave di Teseo, 2017, ISBN 978-88-9344-366-1.